# Lestradea perspicax
Espèce
Statut de conservation UICN

 LC  : Préoccupation mineure
Lestradea perspicax est une espèce de poisson de la famille des Cichlidés endémique du lac Tanganyika en Afrique.